# Discografie van Red Hot Chili Peppers
De discografie van de Amerikaanse muziekgroep Red Hot Chili Peppers.

## Albums

### Studioalbums
| Jaar | Album                      | Verkocht(wereldwijd)       | Nederlandse Album Top 100 |
| ---- | -------------------------- | -------------------------- | ------------------------- |
| 1984 | The Red Hot Chili Peppers  | 630.000                    | -                         |
| 1985 | Freaky Styley              | 890.000                    | -                         |
| 1987 | The Uplift Mofo Party Plan | 1.080.000                  | -                         |
| 1989 | Mother's Milk              | 2.630.000                  | 69                        |
| 1991 | Blood Sugar Sex Magik      | 14.430.000                 | 2                         |
| 1995 | One Hot Minute             | 5.850.000                  | 5                         |
| 1999 | Californication            | 16.270.000                 | 2                         |
| 2002 | By the Way                 | 9.450.000                  | 1                         |
| 2006 | Stadium Arcadium           | 7.130.000                  | 1                         |
| 2011 | I'm with You               | 2.230.000                  | 1                         |
| 2016 | The Getaway                | 1.340.000                  | 1                         |
| 2022 | Unlimited Love             | (is uitgekomen op 1 april) |                           |

### Overig
| Jaar | Album               | Verkocht  | Nederlandse Album Top 100 |
| ---- | ------------------- | --------- | ------------------------- |
| 1988 | The Abbey Road EP   | -         | -                         |
| 1992 | What Hits!?         | 2.000.000 | 52                        |
| 1994 | Out in L.A.         | -         | 94                        |
| 1994 | Live Rare Remix Box | -         | -                         |
| 2003 | Greatest Hits       | 4.500.000 | 4                         |
| 2004 | Live in Hyde Park   | 2.500.000 | 4                         |

## Singles
| Jaar | Titel                               | Hoogste positie in de hitlijsten | Hoogste positie in de hitlijsten | Hoogste positie in de hitlijsten | Hoogste positie in de hitlijsten | Hoogste positie in de hitlijsten | Album                      |
| Jaar | Titel                               | NL                               | VS                               | VS Mainstream                    | VS Modern                        | VK                               | Album                      |
| ---- | ----------------------------------- | -------------------------------- | -------------------------------- | -------------------------------- | -------------------------------- | -------------------------------- | -------------------------- |
| 1984 | True Men Don't Kill Coyotes         | —                                | —                                | —                                | —                                | —                                | The Red Hot Chili Peppers  |
| 1984 | Get Up and Jump                     | —                                | —                                | —                                | —                                | —                                | The Red Hot Chili Peppers  |
| 1985 | Jungle Man                          | —                                | —                                | —                                | —                                | —                                | Freaky Styley              |
| 1985 | American Ghost Dance                | —                                | —                                | —                                | —                                | —                                | Freaky Styley              |
| 1985 | Hollywood (Africa)                  | —                                | —                                | —                                | —                                | —                                | Freaky Styley              |
| 1987 | Fight Like a Brave                  | —                                | —                                | —                                | —                                | —                                | The Uplift Mofo Party Plan |
| 1987 | Me and My Friends                   | —                                | —                                | —                                | —                                | —                                | The Uplift Mofo Party Plan |
| 1989 | Knock Me Down                       | —                                | —                                | —                                | 6                                | —                                | Mother's Milk              |
| 1989 | Higher Ground                       | —                                | —                                | 26                               | 11                               | 54                               | Mother's Milk              |
| 1989 | Taste the Pain                      | —                                | —                                | —                                | —                                | 29                               | Mother's Milk              |
| 1990 | Show Me Your Soul                   | —                                | —                                | —                                | 10                               | —                                | Single                     |
| 1991 | Give It Away                        | —                                | 73                               | —                                | 1                                | 9                                | Blood Sugar Sex Magik      |
| 1991 | Under the Bridge                    | 1                                | 2                                | 2                                | 6                                | 13                               | Blood Sugar Sex Magik      |
| 1992 | Suck My Kiss                        | —                                | —                                | —                                | 15                               | —                                | Blood Sugar Sex Magik      |
| 1992 | Breaking the Girl                   | —                                | —                                | 15                               | 19                               | 41                               | Blood Sugar Sex Magik      |
| 1992 | Behind the Sun                      | —                                | 124                              | —                                | 7                                | —                                | What Hits!?                |
| 1993 | If You Have to Ask                  | —                                | —                                | —                                | —                                | —                                | Blood Sugar Sex Magik      |
| 1993 | Soul to Squeeze                     | —                                | 22                               | 7                                | 1                                | —                                | Coneheads soundtrack       |
| 1995 | Warped                              | —                                | —                                | 13                               | 7                                | 31                               | One Hot Minute             |
| 1995 | My Friends                          | —                                | —                                | 1                                | 1                                | 29                               | One Hot Minute             |
| 1996 | Aeroplane                           | —                                | 45                               | 12                               | 8                                | 11                               | One Hot Minute             |
| 1996 | Coffee Shop                         | —                                | —                                | —                                | —                                | —                                | One Hot Minute             |
| 1996 | Shallow Be Thy Game                 | —                                | —                                | —                                | —                                | —                                | One Hot Minute             |
| 1999 | Scar Tissue                         | 24                               | 9                                | 1                                | 1                                | 15                               | Californication            |
| 1999 | Around the World                    | —                                | 108                              | 16                               | 7                                | 35                               | Californication            |
| 1999 | Californication                     | 9                                | 69                               | 1                                | 1                                | 16                               | Californication            |
| 2000 | Otherside                           | 14                               | 14                               | 2                                | 1                                | 33                               | Californication            |
| 2000 | Road Trippin'                       | 26                               | —                                | —                                | —                                | 30                               | Californication            |
| 2000 | Parallel Universe                   | —                                | —                                | 29                               | 37                               | —                                | Californication            |
| 2002 | By the Way                          | 9                                | 34                               | 1                                | 1                                | 2                                | By the Way                 |
| 2002 | The Zephyr Song                     | 37                               | 49                               | 14                               | 6                                | 11                               | By the Way                 |
| 2003 | Can't Stop                          | 23                               | 57                               | 15                               | 1                                | 22                               | By the Way                 |
| 2003 | Universally Speaking                | —                                | —                                | —                                | —                                | 27                               | By the Way                 |
| 2003 | Dosed                               | —                                | —                                | —                                | 13                               | —                                | By the Way                 |
| 2003 | Fortune Faded                       | 34                               | 112                              | 22                               | 8                                | 11                               | Greatest Hits              |
| 2006 | Dani California                     | 8                                | 6                                | 1                                | 1                                | 2                                | Stadium Arcadium           |
| 2006 | Tell Me Baby                        | 18                               | 50                               | 8                                | 1                                | 16                               | Stadium Arcadium           |
| 2006 | Snow ((Hey Oh))                     | 5                                | 22                               | 3                                | 1                                | 16                               | Stadium Arcadium           |
| 2007 | Desecration Smile                   | 13                               | —                                | —                                | —                                | 27                               | Stadium Arcadium           |
| 2007 | Hump de Bump                        | 29                               | —                                | 27                               | 8                                | 41                               | Stadium Arcadium           |
| 2011 | The Adventures of Rain Dance Maggie | —                                | —                                | —                                | 1                                | —                                | I'm with You               |
| 2011 | Monarchy of Roses                   | —                                | —                                | —                                | 4                                | —                                | I'm with You               |
| 2012 | Look Around                         | —                                | —                                | —                                | 8                                | —                                | I'm with You               |
| 2012 | Brendan's Death Song                | —                                | —                                | —                                | —                                | —                                | I'm with You               |
| 2016 | Dark Necessities                    | 60                               | 67                               | —                                | 1                                | 72                               | The Getaway                |
| 2016 | Go Robot                            | —                                | —                                | —                                | 12                               | —                                | The Getaway                |
| 2016 | Sick Love                           | —                                | —                                | —                                | —                                | —                                | The Getaway                |
| 2017 | Goodbye Angels                      | —                                | —                                | —                                | 25                               | —                                | The Getaway                |
| 2022 | Black Summer                        | 67                               | 78                               | —                                | 2                                | 43                               | Unlimited Love             |
| 2022 | Poster Child                        |                                  |                                  |                                  |                                  |                                  | Unlimited Love             |

## Muziek-dvd
| Jaar | Album (dvd)          | Verkocht | Nederlandse Album Top 100 |
| ---- | -------------------- | -------- | ------------------------- |
| 2003 | Live At Slane Castle | -        | 14                        |